# مظهر أبو النجا
مظهر أبو النجا (12 يوليو 1940 - 1 مايو 2017)، ممثل كوميدي مصري.

## عن حياته
عمل موظفا في شركة كابو للنسيج بالإسكندرية، ثم اتجه إلى المسرح. وعمل في العديد من المسرحيات التي أنتجها وقام ببطولتها محمد نجم من بين مسرحياته: موزة وتلات سكاكين وزوج في المصيدة. انتقل عام 1971 إلى مسرح الريحاني وقدم كممثل: «باي باي» و«الملاك الأزرق» و«الأخوة الأندال» ولقد اشتهر بعبارة اعتمد عليها في إحداث الضحك هي «يا حلاوة». من أهم أفلامه: «لمؤاخذة يا دعبس» و«المشاغبون في البحرية» و«المخطوفة» و«الغني والفقير».

## وفاته
توفي صباح يوم الاثنين الموافق 1 مايو 2017 بأحد المستشفيات الخاصة، عن عمر يناهز 76 عاما، بعد صراع مع المرض حيث عانى من مرض الفشل الكلوي في الفترة الأخيرة قبل وفاته.

## أعماله

### من المسرحيات
- مسرحية عش المجانين شفيق ياراجل مع محمد نجم.
- مسرحية عبده يتحدى رامبو مع محمد نجم.. عام 1990.
- مسرحية الكدابين اوي مع محمد نجم.
- مسرحية عليوه مسافر لندن.
- مسرحية الفهلوي.
- مسرحية دلوعة يا بيه 1986.
- مسرحية نصب واحتيال مع داود حسين وانتصار الشراح وسناء يونس.
- مسرحية عنتر وابله (مسرحية قطرية) مع غانم السليطي وعبد العزيز جاسم وهدية سعيد.
- مسرحية شعبان فوق البركان مع وحيد سيف.
- مسرحية لعبة زواج مع سيد زيان.
- مسرحية أولاد دراكولا مع محمد نجم.
- مسرحية مين ما بحبش زوبة مع سيد زيان
- مسرحية في بيتنا مرشح (مسرحية قطرية) مع عبدالعزيز جاسم

## الأفلام
- القرموطي في أرض النار (2017)
- حسن وبقلظ (2016)
- هالو كايرو 2011
- لمؤاخذة يا دعبس (2000)
- المشاغبون في البحرية (1992)
- المخطوفة (1991)
- انتحار مدرس ثانوي (1989)
- الغنى والفقير (1989)
- النصيب مكتوب (1987)
- وصية رجل مجنون (1987)
- الناس الغلابة (1986)
- إللي خد حاجة يرجعها (1984)
- إحنا بتوع الإسعاف (1984)
- فقراء لا يدخلون الجنة (1984)
- كله تمام (1984)
- نهاية رجل متزوج (1983)
- مسعود سعيد ليه (1983)
- العسكري شبراوى (1982)
- كرامتى (1979)
- إحنا بتوع الأتوبيس (1979)
- رجب فوق صفيح ساخن (1979)
- شقة وعروسة يارب (1978)
- الولد الغبى (1977)
- المزيكا في خطر (1976).... خانكة
- أزواج طائشون مع النجم عادل إمام (1976)
- البحث عن المتاعب (1975)
- شياطين إلى الأبد (1974)
- الأبرياء (1971)
- ما حسابشى حسابه
- المضيفات الثلاثة
- رمضان مبروك أبو العلمين حموده مع النجم محمد هنيدي (2009)
- عنترة ابن ابن ابن شداد مع النجم محمد هنيدي (2017)
- توفي صباح الاثنين 1/5/2017
- كلماته المشهورة #يا_حلاوة

## وصلات خارجية
- مظهر أبو النجا على موقع IMDb (الإنجليزية)
- مظهر أبو النجا على موقع الدهليز
- مظهر أبو النجا على موقع قاعدة بيانات الأفلام العربية